# Критичне мислення
Крити́чне ми́слення — (від давньогрецького слова κριτικός, яке, у свою чергу, походить від κρῐτής - «судити») — це мислення, суть якого полягає в ухваленні ретельно обміркованих та незалежних рішень. По-іншому, критичне мислення визначається як вміння аналізувати процес мислення на предмет його відповідності критеріям раціональності

## Історія сучасного підходу до  критичного мислення
Фундатором сучасного підходу до критичного мислення прийнято вважати Джона Дьюї, який виклав його головну ідею у праці «Як ми мислимо» (хоча й при цьому він використовував іншу назву – «рефлексивне мислення»).  Висловлену Дьюї ідею підхопив рух Прогресивних освітян, який і почав використовувати для неї назву «критичне мислення» [Ennis 2016: 10]. В 1941 році Едвард Гласер видав працю «Експеримент з розвитку критичного мислення», в якій головна увага приділялась тому, як розвивати дану навичку. Перший підручник з критичного мислення був написаний філософом Максом Блеком в 1946 році. В 1956 році виходить перша робота Роберта Енніса, одного з найбільш відомих дослідників у цій галузі, який з того часу видав кілька десятків праць, присвячених теорії та практиці критичного мислення. Поступово дане поняття набуло величезної популярності, і станом на сьогоднішній день бібліографія робіт авторів, які працюють в даній галузі, вже сама заслуговує на окрему працю.

## Поняття "критичне мислення" в сучасній філософії
Український дослідник Віталій Надурак описує наступну історію формування поняття "критичне мислення" у сучасній філософії. 
Насамперед, слід нагадати, що Джон Дьюї у своїй праці використовував термін «рефлексивне мислення» (reflective thinking), а не «критичне мислення». Він визначав його як «активне, наполегливе та ретельне розмірковування над певними переконаннями чи формами знань у світлі підстав, на яких вони ґрунтуються, та висновків, до яких вони ведуть» [Dewey 1910: 6]. Пояснює Дьюї це визначення наступним чином. Якщо людина стикається з певною проблемою, то в неї з’являється припущення про її можливе розв’язання. Отож, «якщо таке припущення просто приймається, то ми маємо некритичне мислення, мінімум рефлексії. Натомість міркувати, рефлексувати означає шукати додаткові докази, нові дані, які або підтвердять припущення, або ж зроблять очевидними його абсурдність і недоречність… Рефлексивне мислення коротко може бути описане як рішення суду, виконання якого було призупинене для подальшого розслідування…» [Dewey 1910: 13].
Від часу виходу знаменитої праці Дьюї минуло більше століття і за цей час різними авторами було запропоновану велику кількість визначення критичного мислення. Розглянемо декілька визначень, запропонованих авторитетними авторами.
Едвард Гласер писав, що здатність мислити критично передбачає «…(1) схильність вдумливо розглядати проблеми, які потрапляють у сферу вашого досвіду; (2) знання методів логічного мислення та дослідження; (3) вміння застосовувати ці методи. Критичне мислення вимагає наполегливого дослідження переконань чи інших форм знань у світлі підстав, на яких вони ґрунтуються, та висновків, до яких вони ведуть» [Glaser 1941: 5].
Алек Фішер та Майкл Скрівен пишуть, що «критичне мислення це вміла та активна інтерпретація й оцінка своїх спостережень, комунікацій, інформації та аргументації» [Fisher, Scriven 1997: 21]. В одній зі своїх найновіших робіт Фішер дає важливе пояснення: «Зрозуміло, що критичному мисленню можна протиставити нерефлексивне або ж пасивне мислення, яке має місце тоді, коли хтось робить поспішні висновки, приймає певні докази, твердження, рішення «на віру», по-справжньому не задумуючись над ними» [Fisher 2019: 23].
Роберт Енніс в багатьох своїх працях, виданих протягом останніх десятиліть, визначає критичне мислення як «розумне рефлексивне мислення, зосереджене на вирішенні того, у що вірити чи що робити» [Ennis 2018] .
Девід Гічкок, погоджуючись з визначенням Енніса, додає, що критичне мислення веде до суджень, які ґрунтуються на  релевантних доказах [Hitchcock 2017: 477].
Автор статті «Критичне мислення» у Стенфордській енциклопедії філософії, зауважує, що «ядром критичного мислення є ретельне цілеспрямоване мислення» [Hitchcock 2020]. Таке формулювання є хорошим, оскільки воно фіксує одну з важливих ознак критичного мислення – ретельність, тобто уважність, з якою ми підходимо до процесу мислення. Водночас воно залишає не визначеною мету (ціль), заради якої ми вдаємось до ретельного мислення. Натомість, якщо поглянути на ті визначення, які були наведені вище, як і, зрештою, на інші, які зустрічаються у фаховій літературі, то ця мета завжди присутня за тими словами, якими автори намагаються визначити критичне мислення. Нею є правильне мислення. Тобто ми вдаємось до ретельного аналізу свого мислення для того, щоб зробити його правильним, раціональним і, в результаті, отримати істинний висновок. Таким чином, критичне мислення виступає метамисленням щодо звичайного мислення, яке перевіряє його на предмет відповідності критеріям раціональності і коректує в разі потреби. Ретельність, про яку йдеться в статті Стенфордської енциклопедії філософії, безумовно, є характерною для такого типу мислення, адже останнє передбачає ретельний розбір процесу міркувань, з метою перевірки їх на помилковість та відповідність правилам. Проте ця ретельність є все ж тільки ознакою цього розбору, який і є істотною ознакою критичного мислення. Саме тому Віталій Надурак визначає критичне мислення як вміння аналізувати процес мислення на предмет його відповідності критеріям раціональності.

## Поняття «критичне мислення» в сучасній педагогіці
З прагматичної точки зору критичне мислення розглядається як науковий підхід до розв'язування широкого кола проблем — від буденних до професійних. Ідея розвитку критичного мислення зародилася у США, сягає своїм корінням у праці відомих американських психологів XX ст. У. Джемса та Дж. Д'юї. Засновник Інституту Критичного мислення Метью Ліпман визначав критичне мислення як кваліфіковане, відповідальне мислення, що виносить правильні судження, тому що засноване на критеріях, виправляє себе (самовдосконалюється) та враховує контекст. Американська спільнота однією з перших почала перетворюватись на інформаційне суспільство, яке характеризується змінами, що прискорюються. Інформація почала набувати якісно нових функцій, які можна порівняти з базисними функціями землеволодіння в Середньовіччі або капіталу в Новий час. Інформаційна революція містить вагому антропологічну складову, що передбачає вдосконалення не лише техніки та технологій, але й людини, передусім її мислення. Ті, хто не міг пристосуватися до нових умов життя, часто не могли впоратися з новими складними питаннями, до того ж ставали легкою здобиччю шахраїв. В Америці серйозно поставилися до цієї проблеми і почали шукати нові підходи до навчання своїх громадян. М. Ліпман започаткував практику навчання критичного мислення і пов'язував необхідність такого навчання із тим, що демократичне суспільство потребує розумних громадян, а не просто раціональних. Вченний запровадив програму «Філософія для дітей», яка давала змогу навчати дітей мислити з початкових класів і до закінчення школи.
В недалекому майбутньому, передбачає Р. Пауль, головним капіталом буде вже не сама інформація, а її ефективний виробник. Отже, здібність обробляти інформацію буде підвищуватися в ціні, відповідно й навички критичного мислення стануть запорукою успіху в інформаційному суспільстві. Сучасний світ, стверджує вчений, потребує постійного вдосконалення навичок мислення . Це перша вагома причина, чому слід навчати критичного мислення. Безперечно, впровадження навчання, орієнтованого на розвиток критичного мислення, є нагальною методичною проблемою сучасної освіти. XXI ст. стане часом, коли саме розумові здібності окремих людей, а не природні ресурси, капітал і технології, визначатимуть вирішальну грань між успіхом і невдачею, між лідерами та веденими. Уміння критично мислити забезпечує науково—технічний і суспільний прогрес та є запорукою демократії, а освіта відіграє в його розвитку першорядну роль.
Такий тип мислення потрібен для вирішення неординарних практичних завдань. Коли перед нами постають реальні проблеми, які неможливо вирішити за допомогою наявних знань та умінь, тоді ми залучаємо принципи, стратегії та процедури критичного мислення. Це відбувається під час розв'язування проблемних задач, формулювання висновків, ймовірнісної оцінки та ухвалення рішень. Ф. Станкато зазначав, що критичне мислення — це формулювання суджень відносно правдивості та реальності заяв або відповідей щодо розв'язання проблем.
Отже, основне призначення критичного мислення — це розв'язання проблем (завдань), а головним результатом критичного мислення є судження. Висунення гіпотез — це одне з ключових умінь в критичному розмірковуванні, оскільки наявність проблеми передбачає формулювання припущень щодо її розв'язку. Психологічно критичне мислення покоїться на прагненні до творчого пошуку, жадобі до знань. С. О. Терно [Архівовано 3 травня 2012 у Wayback Machine.] розробив теорію розвитку критичного мислення у процесі навчання.

## Властивості критичного мислення
- усвідомленість
- самостійність
- рефлексивність (самоаналіз)
- цілеспрямованість
- обґрунтованість
- контрольованість
- самоорганізованість

Системотвірною властивістю є усвідомленість, оскільки найсуттєвішою рисою критичного мислення є високий ступінь усвідомленості власних розумових дій, пильна увага до них. Ф. Михайлов стверджував: «Усвідомлення — завжди рух та пошук нових проблем, вихід за рамки уявлень, що склалися. Тому усвідомити необхідність означає усвідомити проблему, усвідомити суперечність, що знаходиться в основі проблеми, переконатися в необхідності її розв'язання, шукати такий спосіб зміни обставин, який розв'яже дану суперечність. А це означає по-новому побачити майбутнє, сформулювати мету своїх дій». Усвідомленість робить людину вільною, дозволяє конструювати майбутнє в доцільній діяльності, що будується за мірою людини — ідеальною метою. Життєдіяльність невільної людини повністю підкорена обставинам, в той час як вільна людина усвідомлює необхідність цілеспрямованої зміни обставин, своїх способів діяльності, своїх знань, умінь і навичок, своїх потреб і здібностей — переробки самого себе. Таким чином, усвідомлення призводить до рефлексивності, контрольованості та самоорганізації.
Усвідомленість породжує самостійність, яка характеризується вмінням людини ставити нові завдання й розв'язувати їх, не користуючись допомогою інших людей. «Свобода, — стверджував Дж. Д'юї, — не полягає в підтримці безперервної та безперешкодної зовнішньої діяльності, але є чимось досягнутим шляхом боротьби, особистого розмірковування, виходом із утруднень, що перешкоджають безпосередньому достатку та довільному успіху». Самостійність мислення, як відзначає С. Максименко, спирається на знання та досвід інших людей, але передбачає творчий підхід до пізнання дійсності, знаходження нових, власних шляхів і способів розв'язання пізнавальних та інших проблем. «Самостійність людини, — стверджує О. Петунін, — це риса особистості, що проявляється в умінні здобувати нові знання, оволодівати новими методами пізнавальної та практичної діяльності, а також використовувати їх для розв'язування на підставі вольових зусиль будь-яких життєвих проблем».
Ключовими якостями самостійної людини є вміння рефлексувати та ставити перед собою цілі. Цілеутворення завжди передбачає напрацювання планів, що без обґрунтованості, контрольованості та самоорганізованості неможливо, адже створення плану потребує виваженого обміркування, а його виконання слід контролювати і коректувати.

## Склад критичного мислення
Критичне мислення входить до загальної структури мислення в процесі пізнання і є мисленням вищого порядку. Структура мислення виглядає наступним чином:
1. загальне мислення;
2. предметне мислення (історичне, математичне тощо);
3. критичне мислення.

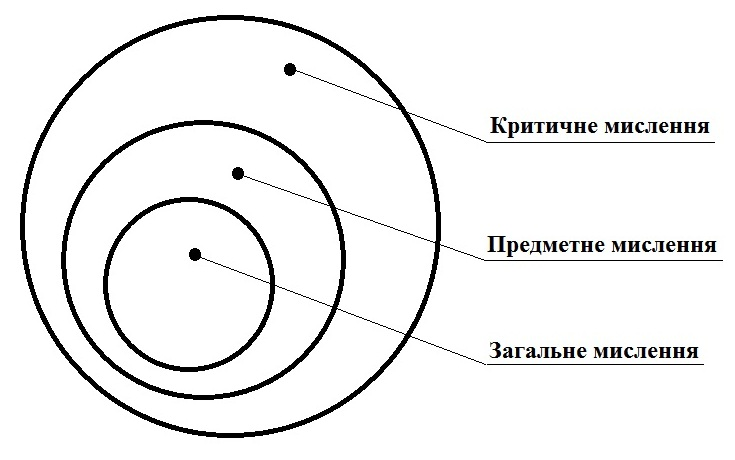
Структура мислення

Кожний наступний рівень включає в себе попередній: 1)загальне мислення — це загальний процес обробки інформації; 2) предметне мислення — це процес обробки інформації з певного предмета за допомогою методів наукового дослідження, збагачений предметними та методологічними знаннями; 3) критичне мислення — це процес контролю за перебігом загального та предметного мислення, їх вдосконалення. Кожний тип мислення має свій змістовний та операційний блоки.

### Змістовний блок критичного мислення складається з двох частин
- загальнометодологічні принципи (переконання у необхідності самокорекції методу дослідження, увага до процедури дослідження; врахування інших точок зору; готовність бути критичним і самокритичним);
- загальні стратегії (розділити проблему на частини; розв'язати більш прості проблеми, що відбивають деякі аспекти основної проблеми; використати смислові та графічні організатори, щоб представити проблему різними способами; розглянути окремі випадки, щоб «відчути» проблему; аналіз засобів та цілей)[19];

### До операційного блоку критичного мислення належать наступні процедури
- усвідомлювати проблему, діалектичний зв'язок між суперечностями;
- доводити — добирати прийнятні, відповідні та несуперечливі докази;
- знаходити контраргументи;
- помічати факти, що суперечать власній думці;
- обґрунтовувати;
- оцінювати — співвідносити об'єкт дослідження з певною системою цінностей (існуюче з належним); вибирати одну із багатьох альтернатив; усвідомлювати обмеження, що накладаються на висновок (істинність висновку за певних умов); використовувати різні критерії та контексти.
- спростовувати (принцип фальсифікації);
- узагальнювати;
- висувати гіпотези;
- робити висновки[19].

## Стадії та умови розвитку критичного мислення
Найважливішою умовою для розвитку критичного мислення є створення проблемних ситуацій під час навчання. На необхідності розв'язувати проблеми наголошували Дж. Д'юї, М. Ліпман, Д. Клустер, Д. Халперн, Ф. Станкато, Н. Дауд, З. Хусін та інші дослідники. Суперечлива ситуація є пусковим механізмом критичного розмірковування, а розв'язування проблем забезпечує опанування принципів, стратегій та процедур критичного мислення. Потреба у критичному мисленні виникає тоді, коли ми стикаємося із складними ситуаціями вибору, які вимагають ретельного обмірковування та оцінювання.
Характерною особливістю цього типу мислення є те, що процес міркування нестандартний, нешаблонний, відсутній готовий взірець розв'язку. Проблемність забезпечує внутрішню мотивацію навчальної діяльності учнів; спонукає вчителя ознайомити школярів із правилами критичного мислення; потребує використання проблемних методів навчання та інтерактивних занять; а також орієнтує на письмове викладення розв'язків задач та організацію осмислення цих розв'язків. А це означає, що наслідком навчання через критичне мислення виступають особистісні зміни учнів та студентів, тобто їхній розвиток: вони перебудовують свій досвід, здобувають нові знання та способи розв'язування проблемних задач.

### Ієрархія критичного мислення

#### Операційний рівень мислення
Мислення пов'язане з довготривалою та оперативною пам'яттю, яка зберігає потрібні для розв'язання проблеми візуальні, слухові, дотикові, моторні, емоційні образи предметів. Оперативна пам'ять згадує в потрібний момент необхідну інформацію.

#### Рефлексивний рівень мислення
Інтелектуальна рефлексія є фактором організації мислення через визначення напряму пізнавальної активності людини, вияв і фіксацію розривів, оцінювання їх «розміру», а також добір, створення засобів для їх конструктивного подолання. Вона починається із сумніву, але не невпевненості, коли звичні прийоми і стратегії не спрацьовують. Ознаки рефлексії — закріплення дій (що я роблю?), запитання суб'єкта до себе.
Проявляється інтелектуальна рефлексія у фіксаціях і настановах («так», «та», «значить», «ну ось», «зараз», «так би мовити», «значить так»), питаннях («чому ж так?», «над чим тут думати?», «як вийшло, що…?», «а що, задача розв'язується?»), оцінках («зрозуміло, що…», «дивно», «зовсім нічого не зрозуміло», «тут щось не так», «тут треба інакше»), передбаченнях («припустимо, що…», «мені здається», «можна сказати, що…», «а може бути»), твердженнях («то тоді», «значить», «напевно»).

#### Особистісний рівень мислення
Характерною ознакою особистісного рівня мислення є його самоорганізація. Основний сенс мисленнєвої діяльності — інтелектуальна проблема. Особистісні детермінанти її виявляються у виборі стратегій розв'язання проблемної задачі, які можуть бути пов'язані з намаганням освоїти предметний зміст задачі, оцінити свої зусилля та інтелектуальні можливості. Про зорієнтованість людини на мисленнєву діяльність свідчать оптимальний обсяг орієнтувань у предметному світі, відповідність його цілям діяльності, відсутність емоцій, які блокують розумову діяльність, послідовності дій.
При труднощах людина намагається усвідомити перешкоду, розрив у ситуації, формулюючи і вербалізуючи їх, конкретизуючи цілі, оптимізуючи засоби їх досягнення, фіксуючи результати.

#### Комунікативний рівень мислення
Рівні перераховані у порядку їх умовного розташування один над одним. Перший та другий рівні виконують реалізацію змістовних функцій в розумовому процесі; третій, четвертий та п'ятий здійснюють регулятивно-смислові функції.

#### Перебіг процесу критичного розмірковування під час розв'язування проблемної задачі
- I етап — породження або зіткнення з проблемою (потребує рефлексивного та особистісного рівнів мислення), результативним завершенням цього етапу є усвідомлення задачі;
- II етап — відбувається спроба подолати утруднення за допомогою наявних предметних способів дій та знань, яких бракує (розумовий процес розгортається на операційному та предметному рівнях);
- III етап — переструктурування способів дій та знань, вироблення нового погляду, нових диспозицій, що завершується осяянням (процес мислення здійснюється на рефлексивному та особистісному рівнях);
- IV етап — обґрунтування віднайденого рішення та представлення результатів дослідження, що вимагає розгортання думки на всіх рівнях.

|                | Етапи розмірковування | Етапи розмірковування | Етапи розмірковування | Етапи розмірковування |
| -------------- | --------------------- | --------------------- | --------------------- | --------------------- |
| Рівні          | Породження проблеми   | Утруднення            | Переструктурування    | Обґрунтування         |
| Комунікативний |                       |                       |                       | ♦ ♦ ♦                 |
| Особистісний   | ♦ ♦ ♦                 |                       | ♦ ♦ ♦                 | ♦ ♦ ♦                 |
| Рефлексивний   | ♦ ♦ ♦                 |                       | ♦ ♦ ♦                 | ♦ ♦ ♦                 |
| Предметний     |                       | ♦ ♦ ♦                 |                       | ♦ ♦ ♦                 |
| Операційний    |                       | ♦ ♦ ♦                 |                       | ♦ ♦ ♦                 |
| Події          | Усвідомлення          | Блокада               | Осяяння               | Розв'язок             |

Вирішальним етапом у процесі критичного розмірковування є третій етап, на якому відбувається переструктурування знань, способів дій, власних установок й досвіду та, урешті-решт, знаходиться ідея правильного розв'язку. Завершується цей етап осяянням, тобто виходом із блокади на правильний шлях. Знаходження правильного шляху забезпечується аналізом через синтез, який дозволяє включити об'єкт у нові зв'язки і в силу цього він виступає у нових якостях, які фіксуються в нових поняттях; в об'єкті, таким чином, виявляється новий зміст; він ніби повертається кожного разу іншим своїм боком, в ньому виявляються нові властивості.
Для того, аби мислення перетворилося на усвідомлений, самостійний, рефлексивний, цілеспрямований, обґрунтований, контрольований та самоорганізований процес, необхідна наявність комплексу чинників:
1. цілі навчання (мотивація) — створення проблемної ситуації;
2. засіб навчання, який містить правила критичного розмірковування;
3. зміст навчання, поданий системою проблемних задач, що поступово ускладнюються;
4. метод навчання, який передбачає систематичне створення для учнів ситуацій вибору;
5. форма навчання, яка забезпечує діалог у процесі розв'язування ситуацій вибору;
6. метод контролю, що передбачає письмові завдання та наступну групову та індивідуальну рефлексію (аналіз і критику, самоаналіз і самокритику);
7. стиль навчання, який надає учню право на помилку, моделює ситуації виправлення помилок[22].

### Значення
Критичне мислення — це мислення, що характеризується самовдосконаленням: такий тип мислення є науковим за своєю суттю. Саме наукове мислення, яке постійно самовдосконалюється, забезпечує науково-технічний та суспільний прогрес. Підтвердженням цього є рішення Давоського форуму 2016, котрий вирішив, що критичне мислення стане однією із найнеобхідніших навичок для успішного майбутнього.
Педагогічна діяльність урешті-решт спрямована на побудову ідеального суспільства, і в цьому сенсі навіть один шкільний клас, навчений основам критичного мислення, є кроком у напрямку досягнення великих цілей.